# (1139) Atami
(1139) Atami ist ein marsbahnkreuzender Asteroid des Hauptgürtels, der am 1. Dezember 1929 von den japanischen Astronomen Okuro Oikawa und Kazuo Kubokawa an der Sternwarte in Tokio entdeckt wurde. 
Der Asteroid ist nach der japanischen Stadt Atami benannt.